# Lantis
 Ikke at forveksle med Mazda Lantis.
Lantis Company, Limited (株式会社ランティス Kabushiki-gaisha Rantisu) er en japannsk virksomhed som specialiserer sig som pladeselskab for japanske musikere, anime-musik og computerspilsmusik. De blev etableret d. 26. november 1999 og blev i maj 2006 et datterselskab af Bandai Visual. I dag er de et datterselskab af Namco Bandai.

## Pladeselskaber
Lantis består af fire pladeselskaber:
- Lantis (hovedselskab, distribuerede tidligere King Records, som nu distribuerer sig selv)
- Mellow Head (distribueres af Geneon Universal Entertainment)
- Glory Heaven (distribueres af Sony Music Entertainment Japan)
- Kiramune (distribuerer sig selv)

## Musikere

### Lantis
- 2HEARTS
- AiRI
- Ai Shimizu
- AIKATSU☆STARS!
- Aira Yūki
- Aki Hata
- Aki Misato
- ALI PROJECT (har tidligere arbejdet for Mellow Head)
- Annabel
- Aqours
- Blood Stain Child
- Ceui
- Choucho
- CooRie
- Dai-ni Bun'gei-bu
- Daisuke Hirakawa
- Daisuke Ono
- DEARDROPS
- Eufonius
- Faylan
- Fhána
- G.Addict
- GRANRODEO
- Hekiru Shiina
- Hiromi Satō
- Hironobu Kageyama
- Hiroshi Kitadani
- Hyadain
- Ika Musume
- JAM Project
- Kanae Itō
- Kenichi Suzumura
- Kenshō Ono
- Larval Stage Planning
- LAZY
- Mai Nakahara
- marble
- Masaaki Endoh
- Masami Okui
- Masumi Itō
- Natsuko Aso
- Megu Sakuragawa
- Megumi Ogata
- milktub
- Minami Kuribayashi
- Minori Chihara
- Minoru Shiraishi
- Mitsuo Iwata
- Miyuki Hashimoto
- nano.RIPE
- Natsuko Aso
- Nomico
- OLDCODEX
- Oranges & Lemons
- OUTER-TRIBE
- Rin
- Rita
- R.O.N (også kendt som STEREO DIVE FOUNDATION)
- Ryoko Shintani
- Sakura Nogawa
- Saori Atsumi
- Sayaka Sasaki
- SCREEN mode
- Sena
- Shizuka Itō
- Shō Hayami
- Shōjobyō
- Showtaro Morikubo
- Snow*
- Sphere
- STAR☆ANIS
- StylipS
- Suara
- Shuuhei Kita
- SV TRIBE
- Takashi Utsunomiya (også kendt som U_WAVE)
- Takuma Terashima
- Tatsuhisa Suzuki
- Tetsuya Kakihara
- Toshiyuki Morikawa
- TRUE
- Ui Miyazaki
- ULTRA-PRISM
- Wild San-nin Musume
- Yousei Teikoku
- Yozuca*
- Yūmao
- Yūki Kaji
- Yuko Goto
- YURIA
- ZAQ
- μ's
- Fo'xTails

### Kiramune
- CONNECT (bestod af Mitsuo Iwata og Kenichi Suzumura)
- Miyu Irino
- Hiroshi Kamiya
- KAmiYU (bestod af Irino og Kamiya)
- Daisuke Namikawa
- Tetsuya Kakihara
- Nobuhiko Okamoto
- Trignal (bestod af Takuya Eguchi, Ryōhei Kimura, og Tsubasa Yonaga)
- Hiroyuki Yoshino

### GloryHeaven
- Rie Kugimiya
- Crustacea
- Sphere
- Mamiko Noto

### Mellow Head
- kukui
- Ai Shimizu
- NANA
- meg rock
- Riryka

### Tidligere
- UNDER17 (opløst i december 2004)
- SKE48 (skiftede over til Nippon Crown, og senere Avex Trax)
- Eri Kitamura (skiftede over til Starchild Records den 9. maj 2009)
- Clover (indtil 2007)
- Riyu Kosaka
- Sae
- KOTOKO (optrådte på introsangen til Onegai Teacher og Onegai Twins)
- Saeko Chiba (indtil  2005)
- Sakura Nogawa (indtil 2007)
- Aya Hirano (skiftede over til Universal Sigma den 13. februar 2012)
- Milky Holmes (skiftede over til Hibiki Music i 2013)
- Mix★JUICE (blev opløst i januar 2004)
- MOSAIC.WAV
- Ui Miyazaki (skiftede over til FOXROT gennem 5pb.)
- Little Non (blev opløst den 28. februar 2011)
- Yuka Saotome
- Sea☆A (blev opløst den 30. juni 2013)
- Rey (blev opløst den 32. august 2013)